# Jan Kopałka
Jan Kopałka ps. Antek, Antek z Woli, Żar, Hanka (ur. 10 maja 1914 w Warszawie, zm. 8 lipca 1999 w Łodzi) – harcmistrz, sierżant podchorąży Armii Krajowej, komendant Hufca „Wola” Grup Szturmowych.

## Wczesne lata
Urodził się w rodzinie handlowca Adama Kopałki i Stanisławy z Grzybowskich. Uczęszczał do Publicznej Szkoły Powszechnej nr 23, a później Męskiego Gimnazjum i Liceum im. Tomasza Niklewskiego. Aby móc uczyć się w prywatnym gimnazjum i liceum pracował m.in. jako kasjer w Totalizatorze Towarzystwa Wyścigów Konnych na Polu Mokotowskim. Od 1934 r. był studentem Politechniki Warszawskiej na Wydziale Chemii.
W 1930 roku został harcerzem 7. Warszawskiej Drużyny Harcerskiej im. gen. Karola Kniaziewicza. Trzy lata później był już drużynowym 7. WDH. Po ukończeniu kursu instruktorskiego mianowany na podharcmistrza. Przeszedł kurs drugiego stopnia przysposobienia wojskowego. W 1939 r. został wykluczony ze Związku Harcerstwa Polskiego za złożenie stopnia harcerskiego w proteście przeciwko praktykom naczelnika harcerzy harcmistrza Zbigniewa Trylskiego.

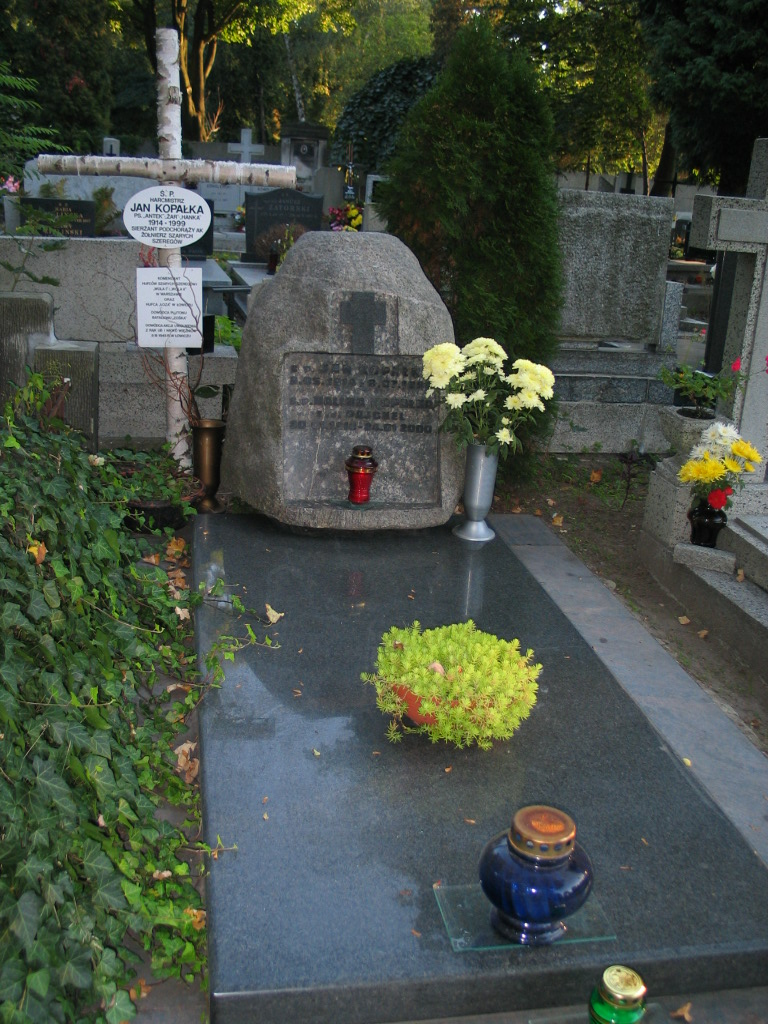
Grób Jana Kopałki na Starym Cmentarzu w Łodzi

## II wojna światowa

### Wrzesień 1939
We wrześniu 1939 r. po apelu pułkownika Romana Umiastowskiego opuścił Warszawę wraz z 7. Warszawską Drużyną Harcerską w składzie batalionu harcerskiego. Po dotarciu do Mińska Mazowieckiego i otrzymaniu pozwolenia, powrócił z harcerzami do bombardowanej stolicy. Włączył się do obrony miasta w ramach Pogotowia Harcerzy.

### Konspiracja
Od 1940 r. w strukturach Szarych Szeregów w Okręgu Północ Warszawskiej Chorągwi. W latach 1941–1942 brał udział w turnusie tajnej podchorążówki Agricola. Do 1942 r. był komendantem hufca na Woli. Od 3 listopada tego samego roku, po reorganizacji Warszawskiej Chorągwi, pełnił funkcję komendanta Hufca Wola Grup Szturmowych. Brał udział w kursie szkoleniowym Wielkiej Dywersji oraz kursie minerskim Filtry. W 1943 r. po utworzeniu batalionu „Zośka”, pełnił w nim funkcję dowódcy II plutonu 1. kompanii Felek. Po akcji Wilanów został jednak odwołany z dowództwa II plutonu.
W czerwcu 1944 r. został wysłany do Łowicza, by odnowić działalność roju Łoza. Był dowódcą udanej akcji uwolnienia aresztowanych żołnierzy Grup Szturmowych z rąk UB i NKWD.

### Akcje
- akcja Wieniec II (był w grupie wysadzającej przepust kolejowy pod Radomiem)
- akcja Bracka (dowodził grupą osłaniającą akcję od strony ulicy)
- akcja Schultz (wykonanie wyroku na Oberscharführerze SS Herbercie Schultzu, który znęcał się nad Janem Bytnarem)
- akcja Czarnocin (zespół minerów)
- akcja Sieczychy (ubezpieczenie ataku na budynek strażnicy)
- Akcja Wilanów

## Lata powojenne
Od 1945 r. mieszkał w Łodzi. Pracował w wielu zawodach i w różnych zakładach, uzyskał tytuł magistra inżyniera chemii. Wykładał na Politechnice Łódzkiej, przez resztę swojej kariery zawodowej uczył chemii w łódzkim Technikum Chemicznym na ul. Tamka.
Honorowy obywatel miasta Łowicz.